# 반송여자중학교 (부산)
반송여자중학교(盤松女子中學校)는 대한민국 부산광역시 해운대구 반송동에 있는 공립 중학교이다.

## 학교 연혁
- 1979년 4월 14일 : 학교설립 인가(27학급)
- 1980년 3월 6일 : 개교 및 제1회 입학식(1학년 571명)
- 1983년 1월 8일 : 필드하키부 창단
- 2000년 3월 1일 : 교육방송 중심학교 운영(2000.03.1～2001.02.28)
- 2000년 9월 5일 : 급식실 개소식 및 급식 실시
- 2002년 3월 1일 : 독서교육자율 시범학교운영(2003.03.1～2004.02.28), 육상부 창단
- 2002년 9월 19일 : 솔바람체육관 개관
- 2023년 3월 1일 : 제18대 유치환 교장 취임
- 2025년 1월 8일 : 제43회 졸업식 72명(전체 14,043명 졸업)
- 2025년 3월 4일 : 제46회 입학식 (56명 입학)

## 참고 자료
- 반송여자중학교 - 한국교육학술정보원 학교알리미